# エドワード・ブレシット
エドワード・トンプソン・"ネッド"・ブレシット（英: Edward Thompson "Ned" Breathitt、1924年11月26日 - 2003年10月14日）は、アメリカ合衆国の政治家、弁護士である。ケンタッキー州の政治家一族に生まれ、1963年から1967年まで第51代ケンタッキー州知事となった。第二次世界大戦に従軍し、ケンタッキー大学を卒業した後、1952年アメリカ合衆国大統領選挙でアドレー・スティーブンソンの選挙運動を、1954年にはアルバン・W・バークリーのアメリカ合衆国上院議員選挙の応援を、さらに1959年のバート・コームズの州知事選挙運動を行った。コームズが州知事に当選すると、ブレシットを人事局長に指名した。ブレシットは州職員のための最初の成果主義制度を確立する法案を書いた。コームズが知事であった間は指命職を持ち続け、1962年、コームズがブレシットを後継者に指名した。
ブレシットは元州知事のA・B・"ハッピー"・チャンドラーを民主党予備選挙で破り、チャンドラーの政歴を終わらせることになった。ブレシットは共和党候補者のルーイー・ナンを破って州知事に当選した。知事としてのブレシットはコームズの仕事を継続し、州高規格道路と州立公園を改良し、教育予算を改善し、露天掘り規制を強化した。知事としての大きな業績はケンタッキー州公民権法を成立させたことであり、南部州で初めて成立した人種統合法だった。大きく落胆させられたのは新ケンタッキー州憲法の承認を取れなかったことだった。
ブレシットは知事を辞めた後に、サザン鉄道の法律顧問を務め、その後ノーフォーク・サザン鉄道の広報業務担当副社長となった。多くの地域社会サービス活動に関わり、貧困を除くことを目指した政治的任務を果たした。2003年10月10日にレキシントン・コミュニティ・カレッジで講演しているときに倒れた。ケンタッキー大学病院に入院したが、転倒後の昏睡状態のまま4日後に死んだ。
ブレシットの口述歴史プロジェクトは、ケンタッキー大学図書館ルーイー・B・ナン口述歴史センターに収められ、オンラインでも入手できる。

## 初期の経歴
エドワード・トンプソン・"ネッド"・ブレシットは1924年11月26日に、ケンタッキー州ホプキンスビルで生まれた。父は同名のエドワード・トンプソン・ブレシット、母はメアリー（旧姓ウォレス）であり、その唯一の子供だった。ブレシットの一族は昔から政治家が多かった。遠戚のジョン・ブレシットは1832年に第11代ケンタッキー州知事になった。祖父のジェイムズ・ブレシット・シニアは、1907年から1911年までケンタッキー州検事総長を務め、叔父のジェイムズ・ブレシット・ジュニアは、1927年から1932年までケンタッキー州副知事だった。
ブレシットはホプキンスビルの公立学校で初等教育を受け、1942年にホプキンスビル高校を卒業した。その年後半、第二次世界大戦に従軍するためにアメリカ陸軍航空軍に入隊し、1945年まで務めた。戦後、ケンタッキー大学に入学した。在学中にオミクロン・デルタ・カッパ優等生協会とランプ・アンド・クロス協会の会長を務めた。また友愛会のシグマ・アルファ・イプシロンの会員でもあった。ブレシットが政治に興味を持つことを見ていたジャック・リーブス教授やトマス・D・クラーク教授が、新しいケンタッキー州憲法を支持する学内運動の議長をするよう求めた。ブレシットはこれを受け入れ、憲法が承認されなかったものの、その後憲法が更新されるのを監視し続けた。
1948年、ブレシットは経営管理の学士号を取得した。1948年12月20日、ケンタッキー州メイフィールド出身のフランシーズ・ホールマンと結婚した。この夫妻には、メアリー、フラン、リンダ、エドワード2世と4人の子供が生まれた。1950年、ブレシットは法学士号を取得してホプキンスビルに戻り、トリンブル・ソーヤーズ・アンド・ブレシットという法律会社に加わった。

## 政歴
1951年、ブレシットはケンタッキー州第9区を代表して州議会下院議員に選ばれ、連続3期を務めた。議員としてのブレシットは、ハッピー・チャンドラー州知事の政策に反対する派閥の指導者として認識された。州としては初の露天掘り規制法を支持し、有権者登録と選挙法を改善し、州憲法改定の運動を行った。教育のための最低基金計画を共同提案した。1952年から1954年、ケンタッキー州青年民主党倶楽部の会長を務め、「アメリカの若き民主党員」では全国委員会の委員だった。1952年アメリカ合衆国大統領選挙でアドレー・スティーブンソンの選挙運動では、州演説者局の長を務め、2年後のアルバン・W・バークリーが再選を狙ったアメリカ合衆国上院議員選挙でもスタッフとして働いた 。
1958年、州知事候補を決める民主党予備選挙で、バート・コームズがウィルソン・ワイアットに対抗する運動をブレシットに任せた。1959年にコームズが州知事に当選すると、ブレシットを州人事局長に指名し、州職員のための成果評価制度を創り上げる法案の起草に当たらせた。ブレシットは州議会を通じて法制化をうまく誘導したあと、人事局長を辞任して、ケンタッキー州公共事業局の職への指名を受けた。1960年憲法制定会議は成立しなかったがその議長を務め、精神医療に関する知事の委員会では委員を務めた。

### 1963州知事選挙

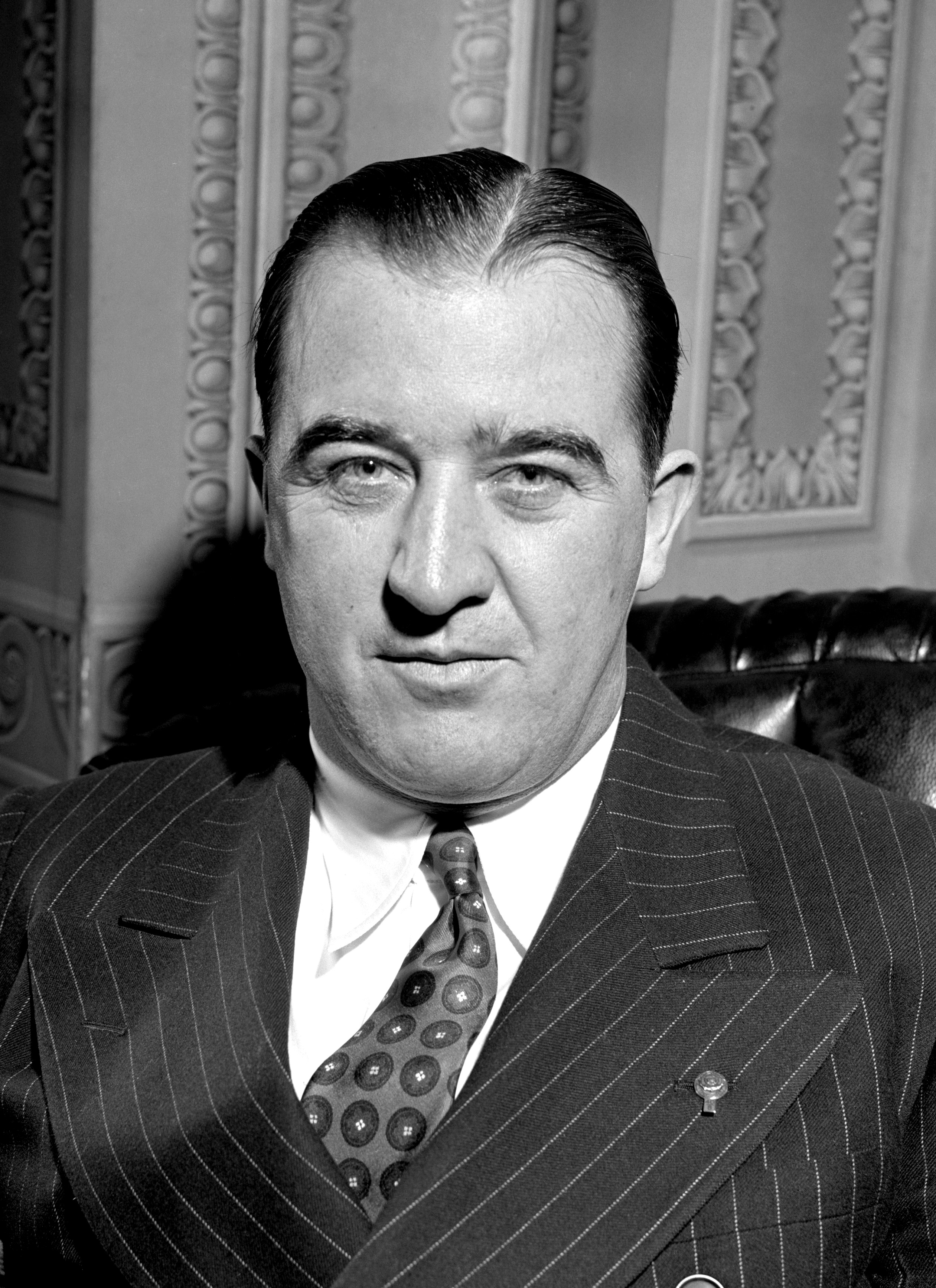
A・B・"ハッピー"・チャンドラー、1963年にブレシットに破れたことで、その政歴が終わることになった

1962年、それまで2度州知事を務めていたハッピー・チャンドラーが、前例のない3期目を求めて既に選挙運動を始めていた。反チャンドラー派は自派から候補者を出さなければ、チャンドラーが以前に言っていたように1963年の選挙でチャンドラーの利点になることを心配するようになった。派閥の指導者達は高規格道路コミッショナーのヘンリー・ウォードをしっかり後押ししていたが、コームズ知事はブレシットを考えるようになっていた。1962年5月2日、ブレシットが出馬宣言をしたが、多くの者はその若さと比較的経験が足りないことのために懐疑的だった。コームズが最終的に反チャンドラー派をブレシットで説得し、ウォードが候補者になることは無かった 。
チャンドラーは予備選挙の間に、経験の足りないブレシットよりもコームズ政権への攻撃に集中した。選挙上手であるチャンドラーはコームズ政権で成立した3%消費税を厳しく攻撃した。ブレシットは、チャンドラーが上院議員時代の第二次世界大戦で日本に対する宣戦布告に賛成票を投じたが、その後直ぐに予備役の任官を辞任したことに遡って非難した。さらにチャンドラーの義理の息子は、州政府からの恩恵を望む人々から選挙の寄付を集めていると非難した。この選挙運動が始まったときに、38歳と若かったブレシットは新しいメディアであるテレビにうまく適応したが、年配（65歳）のチャンドラーはそれができなかった。予備選挙では州内下院議員選挙区の1つを除いて全てを制し、6万票以上の差をつけて勝利した。チャンドラーが副知事候補に担いだハリー・リー・ウォーターフィールドが、ブレシットの副知事候補ジョン・B・ブレッキンリッジを容易に破って公認候補に指名されており、チャンドラーの敗北は派閥争いの結果というよりも、個人的な好き嫌いによるものであったことを示していた。この選挙でチャンドラーの政歴が終わることになった。
本選挙では、共和党候補者のルーイー・ナンと戦った。チャンドラーは予備選挙での敗北でもまだ拘りがあり、ナンを支持したので、ブレシットにとっては党内の支持を幾らか失うことになった。選挙戦中、ナンは、ケンタッキー州における公的施設を人種統合させたコームズ知事の発した行政命令を「行政命令による規則」だと攻撃した。ナンは「私の最初の行動はこれを廃止させることになる」と宣言した。ナンの宣言は民主党の中で幾らか支持を得たが、むしろ共和党の支持を失い、特に大都市ルイビル市で失っていた。「ニュー・レパブリック」がナンは、「ケンタッキー州で最初の明白な人種差別運動を行っている」と批判した。ブレシットは13,000票以上の差で選挙を制した。

### ケンタッキー州知事
ブレシット政権になって最初の議会会期はブレシットの派閥にとって落胆の会期となった。その若さと比較的僅差で当選したことによって、ブレシットの権威が損なわれていた。さらに重要な議会指導者だったリチャード・P・モロニーの思いがけない死が、議会を通じて政策を実行するためのブレシットの能力にとって打撃となった。1964年の会期での大きな功績は1億7,600万ドルの債券発行を承認させ、道路、公共教育、州立公園体系、社会事業への予算を増加したことだった。その他に小さな功績としては、購買法の成立、露天掘り規制の強化、教師の給付金改善があった。
1964年の会期の多くは、ケンタッキー州における公的施設を人種統合させる法案に費やされた。この法案に賛成する集会が3月に開催され、マーティン・ルーサー・キング・ジュニア博士、ラルフ・アバーナシー牧師、野球選手のジャッキー・ロビンソンが出席した。これにもかかわらず、この法案は立法委員会を通過できなかった。ブレシットは1964年12月に開催された南部州知事会議の一員として、ジョージ・ウォレスの提案した憲法改正に反対した3人の州知事の1人となった。ウォレスは、連邦法によって人種統合を進めるのを妨げるために、州と州裁判所に公立学校に関わる司法権を与えることを提案した。ブレシットの反対により、会議がこの改定案の支持声明を出すことを妨げた。支持声明を出すには全会一致が原則だった。
1964年の州議会は新憲法を起草する法案も成立させた。新憲法案を起草するために、全国的なモデルに基づいて38人の市民が選ばれた。新憲法案は地方政府の独立を脅かし、明らかにフランクフォートの州政府に権力が集中すると見なされたので、郡部の指導者達は反対していた。憲法案は住民投票に掛けられ、ブレシットの強い支持があったにも拘らず、反対510,099票、賛成140,210票という大差で否決された。
ブレシットは州立公園体系を拡張させ、「湖群の間の土地国定レクリエーション地域」開発ではテネシー川流域開発公社に加わることとした。1965年、中西部旅行記作者協会がブレシットに、観光を最善の形に促進したとして全国賞を授けた。同年、ブレシットはケンタッキー大学同窓会の傑出した卒業生の殿堂に入れられた。
1965年6月、ケンタッキー州控訴裁判所による、資産はその総価値で評価されなければならないという裁定が出て、納税者による特別会期招集に繋がった。ブレシットがこれに従い、7月に特別会期を招集した。ブレシットは、評価額によって増えた資産税を埋め合わせるために税率の低減を提案し、公立学校に資するために他の税率は少しだけ増税にすることも提案した。この計画は副知事のハリー・リー・ウォーターフィールドから反対があったものの成立した。
1966年の会期はブレシットにとって成果が大きかった。その経済開発計画は、749企業の建設あるいは拡張、新規雇用数57,000人、10億ドル以上の新規工場投資に繋がり、1964年の工業投資家協会によって国内最良と認められ、州の歳入は1,000万ドルが追加された。議会は政権支持派が多数であったものが1965年の選挙でさらに強くなり、敵対的なところのあった副知事のウォーターフィールドは、その権限の多くを剥奪された。元知事のローレンス・ウェザビーが上院議長代行に選ばれ、議会の上院で指導力を発揮した。ウェザビーは前年より27%増額になった予算を提案し、州内行政区の大半に配分する助成金を含んでいた。ウェザビーの指導力が高かったので、予算案は10日間で下院を99票対0票、上院を31票対5票で通過し、事実上修正も無かった。
連邦政府の1964年公民権法が成立し、1966年会期にさらに強力な公民権法を成立させる道を造った。議会はケンタッキー州公民権法を容易に通し、あらゆる公共施設を全ての人種に開放し、従業員8人以上の企業では雇用における人種差別を禁じた。この法は連邦法では及ばない多くの企業にも適用されケンタッキー州では企業の90%に影響し、連邦法の60%よりも広かった。南部州では初めて成立したこの種の法になった。1966年、ブレシットは、この法の成立における指導力を評価され、リンカーン・キー賞を贈られた。1966年と1967年、南部知事会議の地域州間協力委員会の議長となった。大統領の人権委員会に指名された唯一の州知事にもなった。
ブレシットは1964年と1965年に全国知事会議の実行委員会委員となり、その自然資源委員会では議長になった。1966年議会では水、土壌、森林資源を規制する機関創設など幾つか環境保護手段の承認を得た。この会期では、修復もできないような険しい山では採掘を禁止する露天掘り規制法の強化を果たした。1967年、アメリカ合衆国内務省の業績賞に認められ、環境保護への貢献では雑誌「アウトドアライフ」から年間環境保護賞を贈られた。
1966年のその他の業績として、強制車検法の成立、政治的職を求める候補者が行う政治的寄付と費用の規制強化、議員選挙区再配置法の承認があった。知事の道路建設計画は継続され、任期末までにケンタッキー州は他州よりも長い建設中の高規格道路があった。
ブレシットの任期中にケンタッキー大学評議会の議長を務めた。その指導下で州のコミュニティ・カレッジが同大学の統治下に置かれた。ブレシット政権下で4つの州立カレッジが大学に昇格した。またケンタッキー州教育テレビのネットワークとケンタッキー州の職業教育体系を設立した。

## 後年と死
当時のケンタッキー州憲法では州知事の任期が1期に制限されていた。ブレシットはホプキンスビルでの法律実務に復帰し、1967年12月サザン鉄道のケンタッキー州特別顧問になった。1968年7月、フォード財団の田園部アメリカ研究所支配人に指名され、州の地域開発地区設立など貧困の救済策を提案した。1971年、田園部アメリカ連衡設立に協力し、その議長に選出された。この連衡は田園部アメリカ研究所の提案を実行するために動いた。ブレシットはアメリカ子供会館の館長も務めて私立教育を促進し、1968年9月には南部州間原子力委員会の連邦代表に指名された。サザン鉄道が1972年にノーフォーク・サザン鉄道の一部となると、ブレシットは広報担当副社長となり、1992年に退職するまで続けた。
ブレシットはジョン・Y・ブラウン・ジュニア州知事の重要な助言者であり、ブラウンは1981年と1982年にブレシットをケンタッキー大学の理事会に指名した。1985年7月11日、ブレシットの妻フランシーズが癌の合併症で死んだ。1988年4月2日、ブレシットはルーシー・アレクサンダー・ウィンチェスターと再婚した。ルーシーはファーストレディ、パット・ニクソンの元私設秘書であり、後のケンタッキー州知事ブレレトン・ジョーンズの妻リビー・ジョーンズとは従姉妹だった。
ブレシットは後にケンタッキー州立大学とモアヘッド州立大学で理事を務めた。どちらも以前に政界で競ったルーイー・B・ナンが共に務めた。1992年から2000年、再度ケンタッキー大学理事会に務め最後の年を除いて会長を務めた。この会長の間に、ポール・E・パットン州知事と州立コミュニティ・カレッジの扱いについて衝突した。パットンは、レキシントン・コミュニティ・カレッジを除く全ての州立コミュニティ・カレッジをケンタッキー大学の管轄から分離し、新しく創設するケンタッキー・コミュニティ・工科カレッジ体系と呼ぶ体系の下に組み替えるという計画だった。パットンの計画が通った。パットンとブレシットは後にその政治的壁を修復した。
1992年、ブレシットはワイアット・タラント・アンド・コームズ法律会社に加入した。シンシナティの住宅ローン会社の取締役やケンタッキー・ハート・ファンドの会長など、ボランティアのコミュニティ・サービス活動も幾つか引き受けた。南部地域教育委員会とケンタッキー州高等教育委員会の委員に指名された。1994年、ケンタッキー大学でガットン実業カレッジ卒業生殿堂に名前を入れられた。1997年、ケンタッキー大学法学カレッジからも同様な待遇を受けた。1994年、マレー州立大学から名誉博士号を受けた。1999年、ヘンリー・クレイ・メダリオン・フォー・ディスティンギッシュト・サービスを受け、2000年、東ケンタッキー大学のケンタッキー州歴史と政治の会館が、ケンタッキー州への傑出した公共サービスに対して、ジョン・シャーマン・クーパー賞を贈った。2002年、法律実務から引退した。
2003年10月10日、レキシントン・コミュニティ・カレッジで講演しているときに、心室細動のために倒れた。蘇生されてケンタッキー大学病院に入院したが、人事不省のまま10月14日に死んだ。ホプキンスビルのリバーサイド墓地に埋葬された。2000年、西ケンタッキーのペニーライル・パークウェイがエドワード・トンプソン・ブレシット・ペニーライル・パークウェイと改名された。

## 関連図書
- “Governor Edward Thompson Breathitt, Jr.”. The Register of the Kentucky Historical Society 62. (January 1964).
- Harrell, Kenneth E. (1984). The Public Papers of Governor Edward T. Breathitt, 1963–1967. Lexington, Kentucky: The University Press of Kentucky. ISBN 0-8131-0603-6
- Trout, Allan (1967年12月10日). “The Breathitt Years, 'You Have to Lead'”. Louisville Courier Journal

| 公職                  | 公職                                    | 公職                    |
| --------------------- | --------------------------------------- | ----------------------- |
| 先代 バート・コームズ | ケンタッキー州知事 1963年–1967年        | 次代 ルーイー・ナン     |
| 党職                  |                                         |                         |
| 先代 バート・コームズ | ケンタッキー州知事民主党指名候補 1963年 | 次代 ヘンリー・ウォード |